# Maria Haller
Pour les articles homonymes, voir Haller.
Maria de Jesus Haller, né en 1923 et morte le 18 octobre 2006, est la première ambassadrice d'Angola. Elle participe à la lutte de l'Angola pour l'indépendance de sa puissance coloniale, le Portugal, elle est également enseignante, journaliste et écrivaine.

## Biographie
Elle naît sous le nom de Maria de Jesus Nunes Da Silva en 1923 et est la fille d'un ouvrier de plantation de 12 ans qui avait été violé par le propriétaire de la plantation,. Quand elle a trois ans, son père l'envoie pour être élevée dans son Portugal natal. À quinze ans, elle retrouve brièvement sa mère et s'engage dans l'activisme politique.
Vers 1955, elle épouse l'homme d'affaires suisse Jean Rodolphe de Haller. Alors qu'elle vit à Léopoldville au Congo belge colonial, elle rencontre des compatriotes angolais vivant en exil qui se sont opposés à l'oppression par le Portugal de la population noire d'Angola. Après son retour en Europe, Maria Haller reste en contact avec le groupe et, vers 1965, est invitée à représenter le MPLA (Mouvement populaire pour la libération de l'Angola) au Caire,. Elle fait face au sexisme dans ce rôle, les autorités égyptiennes lui refusant l'accès aux stations de radio jusqu'à ce qu'elle et Agostinho Neto menacent de quitter le pays.
Après 13 ans de guerre, l'Angola obtient son indépendance le 11 novembre 1975 avec Agostinho Neto comme premier président. En 1978, Maria Haller devient la première ambassadrice d'Angola et est envoyée à Stockholm pour représenter son pays au royaume de Suède. Elle devient ensuite directrice du département Asie et Océanie du ministère angolais des Relations extérieures.
Elle est membre de l'Union des écrivains angolais (UEA) et, en 1988, contribue à l'histoire pour enfants Acácia Rubra,.
Maria Haller meurt le 18 octobre 2006 à Genève, en Suisse, des suites d'une longue maladie. Ses funérailles ont lieu en Angola.